# Долман, Фиона
Фио́на Джейн До́лман (англ. Fiona Jane Dolman; род. 30 января 1970, Findhorn) — шотландская актриса.

## Биография
Фиона Джейн Долман родилась 1 января 1970 года в Финдхорне (область Морей, Шотландия, Великобритания), став младшим ребёнком в семье Гордона и Роузмэри Долман. В 1995 году Фиона переехала в Гибралтар, когда её отец был переведён в «RAF».

## Карьера
Фиона дебютировала в кино в 1993 году, сыграв роль Джули Магфард в эпизоде «The White House Farm Murders» телесериала и «Криминальные истории». Всего Долман сыграла в 24-х фильмах и телесериалах.

## Личная жизнь
С 2000 по 2012 год Долман была замужем за кинорежиссёром Мартином Карри. Во время их брака она перенесла несколько выкидышей.
У Долман есть дочь — Мэделин Шарлотта Долман (род. в августе 2013).

## Избранная фильмография
| Год       |   | Русское название          | Оригинальное название | Роль                                                   |
| --------- | - | ------------------------- | --------------------- | ------------------------------------------------------ |
| 1993      | с | Криминальные истории      | Crime Story           | Джули Магфард                                          |
| 1997—2009 | с | Чисто английское убийство | Midsomer Murders      | Наоми Годлифф/Тесса Гэннон/Ки Брэдбери/Белинда Роджерс |
| 2009      | с | Coronation Street         | Coronation Street     | поверенная                                             |
| 2009      | с | Парадокс                  | Paradox               | Лорен Фелпс                                            |
| 2011—2016 | с | Убийства в Мидсомере      | Midsomer Murders      | Сара Барнаби                                           |
| 2013      | с | Демоны Да Винчи           | Da Vinci's Demons     | Анна Донати                                            |